# Korsari
 Ovo je glavno značenje pojma Korsari. Za druga značenja pogledajte Korsari (razdvojba).
Korsari je naziv koji je ranije predstavljao sve pirate i gusare koji su djelovali na Sredozemlju tijekom 15. i 16. stoljeća, podjednako kršćane i muslimane, ali taj naziv kasnije počinje označavati samo francuske gusare. Za muslimanske korsare iz sjeverne Afrike se poslije koristio naziv Berberski korsari. Tijekom 16. stoljeća, među korsare se ubrajalo i Malteške vitezove, koji su svojim galijama napadali i pljačkali brodove Otomanskog carstva. Najveći vođa Berberskih korsara bio je Hajreddin Barbarossa "Crvenobradi". Tijekom 18. stoljeća, među francuskim korsarima najviše su se isticali Jean Bart, René Duguay-Trouin i Robert Surcouf.